# Pseudopostega pumila
Pseudopostega pumila là một loài bướm đêm thuộc họ Opostegidae. Nó được Walsingham, Lord Thomas de Grey, miêu tả năm 1914. Nó được tìm thấy ở Tabasco, México.
Chiều dài cánh trước khoảng 3.2 mm. Con trưởng thành bay vào tháng 3.